# Lanne-Soubiran
Lanne-Soubiran is een gemeente in het Franse departement Gers (regio Occitanie) en telt 117 inwoners (2009). De plaats maakt deel uit van het arrondissement Condom.

## Geografie
De oppervlakte van Lanne-Soubiran bedraagt 6,6 km², de bevolkingsdichtheid is dus 17,7 inwoners per km².
De onderstaande kaart toont de ligging van Lanne-Soubiran met de belangrijkste infrastructuur en aangrenzende gemeenten.

## Demografie
Onderstaande figuur toont het verloop van het inwonertal (bron: INSEE-tellingen).